# Mosco (poeta)
Mosco (in greco antico: Μόσχος?, Móschos; Siracusa, II secolo a.C. – ...) è stato un poeta siceliota, autore di epilli e scritti eruditi.

## Biografia
Originario di Siracusa, fu probabilmente allievo di Aristarco, uno dei principali capiscuola della biblioteca di Alessandria. Questo dato ci permette di datare la vita di Mosco attorno al II secolo a.C.

## Opere
Mosco fu autore di opere erudite delle quali però non rimane pressoché nulla eccetto un titolo: Sulle parole rodie. Si attribuisce inoltre all'autore un carme in esametri chiamato Eros fuggitivo e un altro carme in esametri considerato spurio intitolato Megara; rispettivamente riguardano la ricerca del giovane Eros da parte della madre Afrodite e una discussione tra Megara ed Alcmena sulle imprese di Eracle.
Il componimento principale di Mosco fu comunque l'epillio Europa in 166 esametri in lingua epica dove si narra il mito del rapimento dell'eroina ad opera di Zeus, per l'occasione trasformato in toro. Questo breve componimento è basato su una serie di episodi accostati a mo' di quadri inaugurando una tradizione che verrà ripresa per tutto l'ellenismo.
Di Mosco ci sono giunti anche alcuni brevi passi di carattere bucolico tra i quali spicca un raffronto tra la vita di un pescatore e quella di un contadino. In particolare, quattro componimenti, pervenuti assieme ad oltre trenta idilli sotto il nome di Teocrito, sono stati in tempi più recenti attribuiti a Mosco.